# قائمة العطل الرسمية في إيطاليا
في الجدول التالي العطلات الرسمية بإيطاليا:
| التاريخ             | الاسم بالعربية                   | الاسم بالإيطالية                           | ملاحظات                               |
| ------------------- | -------------------------------- | ------------------------------------------ | ------------------------------------- |
| 1 يناير             | رأس السنة الميلادية              | Capodanno                                  |                                       |
| 6 يناير             | عيد الظهور الإلهي                | Epifania                                   |                                       |
| أول إثنين في الربيع | عيد الفصح المسيحي                | Lunedì dell'Angelo, Pasquetta              |                                       |
| 25 أبريل            | يوم التحرير                      | Festa della Liberazione                    | تحرر إيطاليا من ألمانيا النازية، 1945 |
| 1 مايو              | اليوم العالمي للعمل              | Festa del Lavoro (أو Festa dei Lavoratori) |                                       |
| 2 يونيو             | يوم الجمهورية الإيطالية          | Festa della Repubblica                     | الاستفتاء الدستوري الإيطالي (1946)    |
| 15 أغسطس            | انتقال العذراء / عيد منتصف أغسطس | Ferragosto / Assunta                       |                                       |
| 1 نوفمبر            | عيد جميع القديسين                | Tutti i santi (أو Ognissanti)              |                                       |
| 8 ديسمبر            | الحبل بلا دنس                    | Immacolata Concezione (أو فقط Immacolata)  |                                       |
| 25 ديسمبر           | عيد الميلاد                      | Natale                                     |                                       |
| 26 ديسمبر           | عيد القديس ستيفن                 | Santo Stefano                              |                                       |

بالإضافة إلى ذلك، فإن كل مدينة من المدن الإيطالية لديها يوم عطلة رسمية خاص بها بمناسبة عيد القديس الراعي المحلي، ولا يتم نقل أيام العطل الرسمية وأعياد القديسين المحلية إذا وقعت في عطلة نهاية الأسبوع.
وهناك أيام ليست عطلاً رسمية، ولكنها محددة بموجب القانون، وهي:
| Date       | الاسم بالعربية                 | الاسم بالإيطالية     | ملاحظات                                                      |
| ---------- | ------------------------------ | -------------------- | ------------------------------------------------------------ |
| 7 January  | يوم العلم                      | Festa del tricolore  | أصبح عيداً قومياً بموجب القانون رقم 671 بتاريخ 31 ديسمبر 1996. |
| 27 January | اليوم العالمي لذكرى الهولوكوست | Giorno della Memoria | أصبح عيداً قومياً بموجب القانون رقم 211 بتاريخ 20 يوليو 2000.  |